# Maurholen Station
Maurholen Station (Maurholen holdeplass) var en jernbanestation på Jærbanen, en del af Sørlandsbanen, der lå i Eigersund kommune i Norge.
Stationen åbnede som trinbræt 13. december 1879, året efter åbningen af Jærbanen hvor stationsbygningen også blev opført. Oprindeligt hed stationen Lille Sirevaag, men den skiftede navn til Lille Sirevåg i april 1921 og til Maurholen 15. juni 1934. Den blev opgraderet til holdeplads omkring 1904 men blev nedgraderet til trinbræt igen 1. maj 1944.
Stationen havde oprindeligt stor betydning for befolkningen på Eigerøy, men da Eigerøy bro åbnede i 1951, blev stationen nedlagt. Stationsbygningen blev efterfølgende benyttet som feriested for jernbanemedarbejdere. Senere blev den overtaget af Eigersund kommune. I dag er der galleri i den tidligere stationsbygning.